# 旧尾藤家住宅
旧尾藤家住宅（きゅうびとうけじゅうたく）は、京都府与謝郡与謝野町加悦のちりめん街道（加悦重要伝統的建造物群保存地区）内にある歴史的建造物。国の重要文化財に指定されている。旧所有者の尾藤家は、江戸時代以来丹後を代表する生糸縮緬の商家であり、歴代の当主は、大庄屋、庄屋、町長、銀行頭取、加悦鉄道株式会社社長を務めた。また、多くの史料が遺されており、近世から近代の加悦地域の歴史を知るうえで非常に重要な文化的建造物である。
2017年（平成29年）4月、文化庁により、地域の歴史的魅力や特色を通じて日本の文化・伝統を語るストーリー「日本遺産」の「丹後ちりめん回廊」を構成する文化財のひとつに認定された。

## 沿革
- 1865年（慶応元年）6月 - 棟上げ。9代目庄蔵の代の時であった。当時は街道に面した主屋と2、3棟の蔵から成り立っていた[3][7]。
- 1927年（昭和2年）頃 - 第11代庄蔵により、洋館の建築に着手[8]。
- 1930年（昭和5年）頃 - 新座敷（洋館）前のトイレや浴室、米蔵、味噌蔵などが増築[8]。
- 2002年（平成14年）3月26日 - 京都府指定有形文化財に指定[9]され、11月、尾藤家より建物が加悦町（現与謝野町）に寄付。
- 2004年（平成16年） - 9月30日に建物の保存修理工事が全て完了し、竣工式を10月18日に関係者を招いておこなった。その竣工を記念して、10月24日に「ちりめん街道まるごとミュージアム」を行う予定であったが、台風23号の襲来により、加悦町は大水害に見舞われ、イベントは中止。10月24日のオープンは粛々と執り行われた[10]。
- 2024年（令和6年） - 国の重要文化財に指定。

## 建築
敷地問口は飛びぬけて大きく、奥行きが深くなっており、背面は後小路に開いているのが特徴であり、また、「丹後型民家」に共通する特色をそなえている。主屋は、久斗（兵庫県豊岡市日高町）の綿屋長右衛門屋敷を解体し、移築したものであることが近年の調査によりわかっている。表庭は敷地の北東隅に位置し、玄関脇の南面い路地への門が据えられている。この表庭は「座敷」「奥座敷」の2方向から眺められる。主屋の奥には土倉が並び、離れとともに中庭を形成する「座敷型住戸」である。

### 日本家屋

#### 1階
- ミセ
- ダイドコ
- 居間
- 座敷
- 奥座敷
- 新座敷
- 女中部屋跡

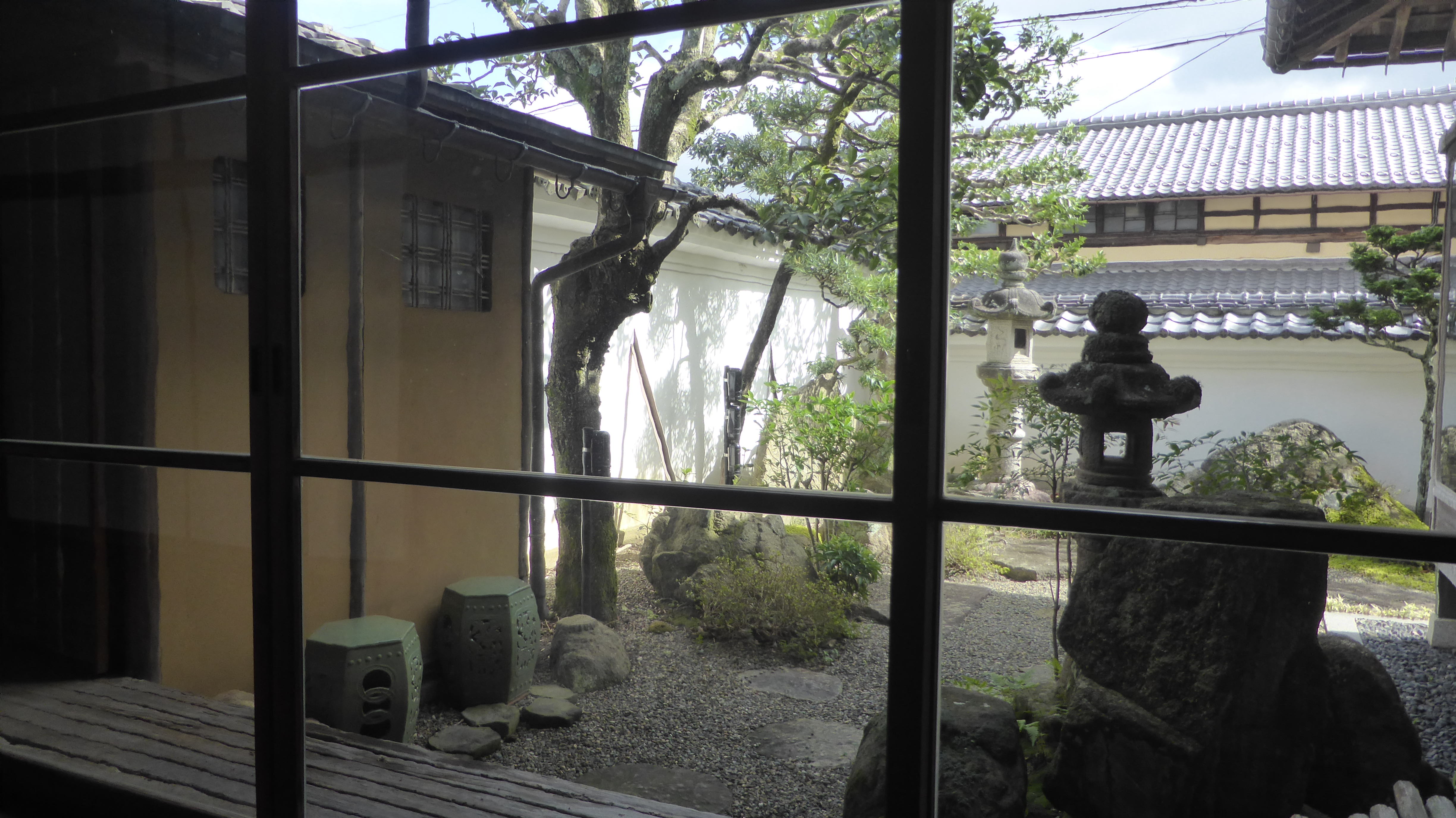
前庭
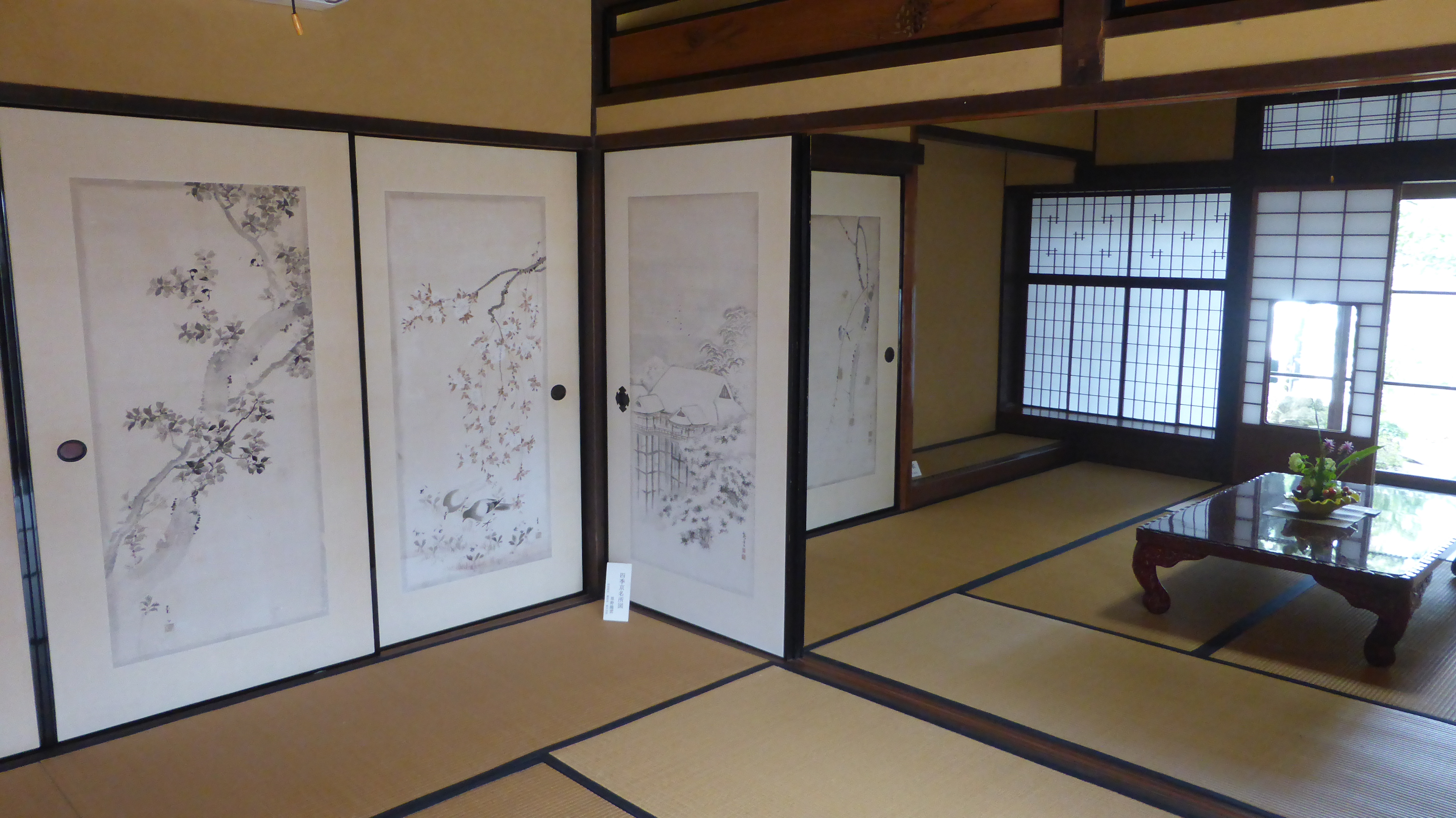
奥座敷から前庭を見る
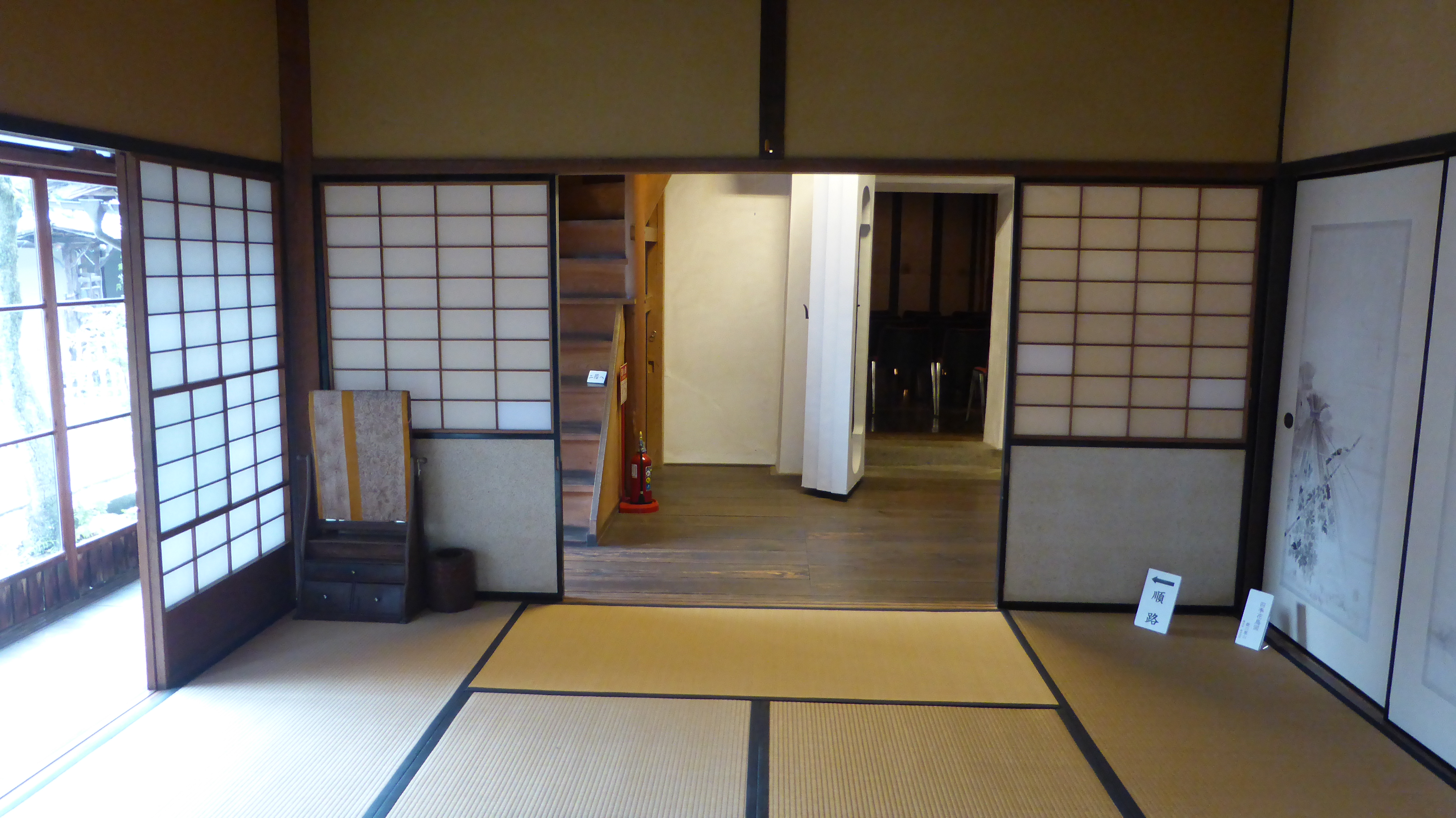
奥座敷から見る内蔵
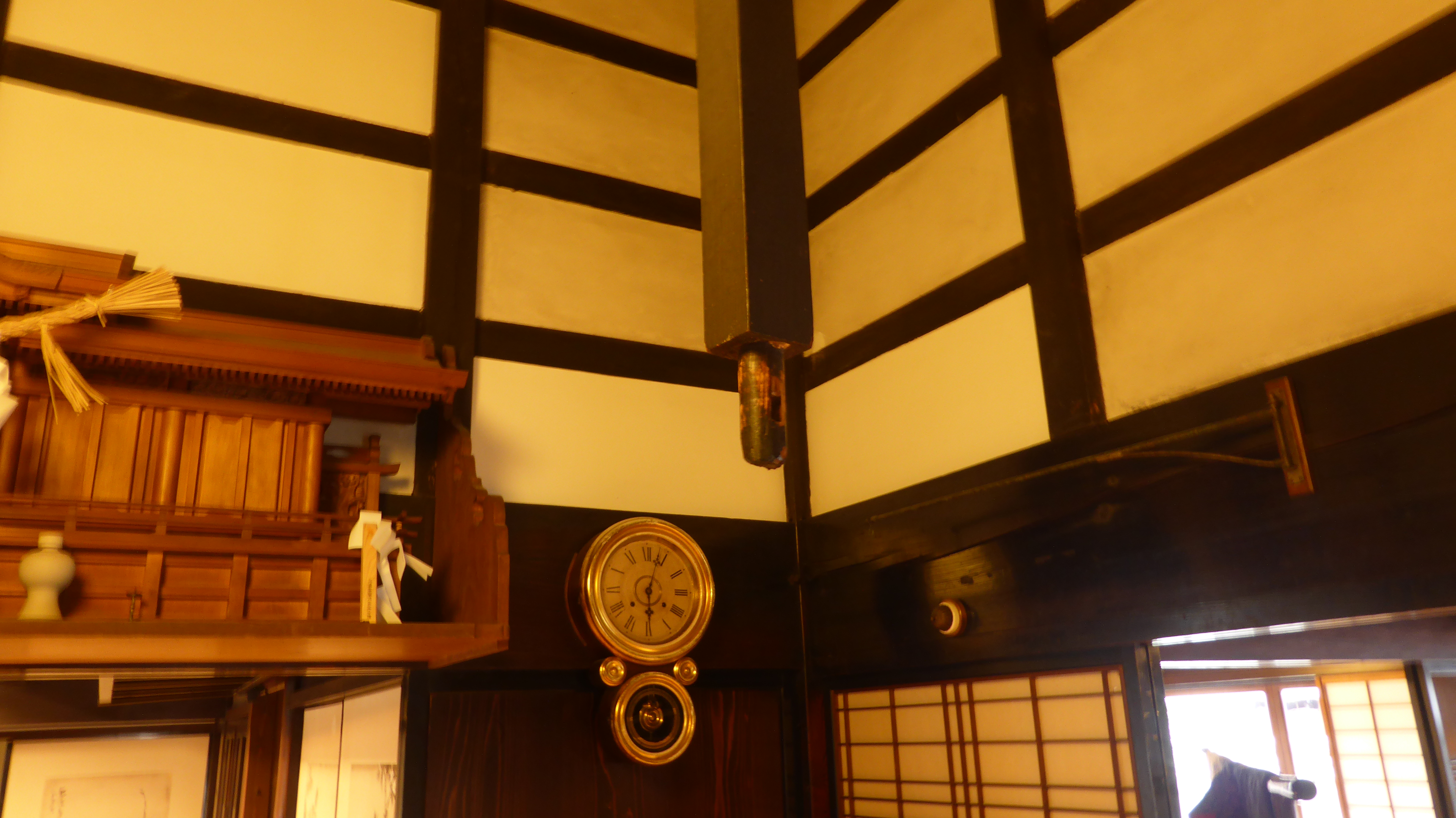
恵方棚を吊るす棒
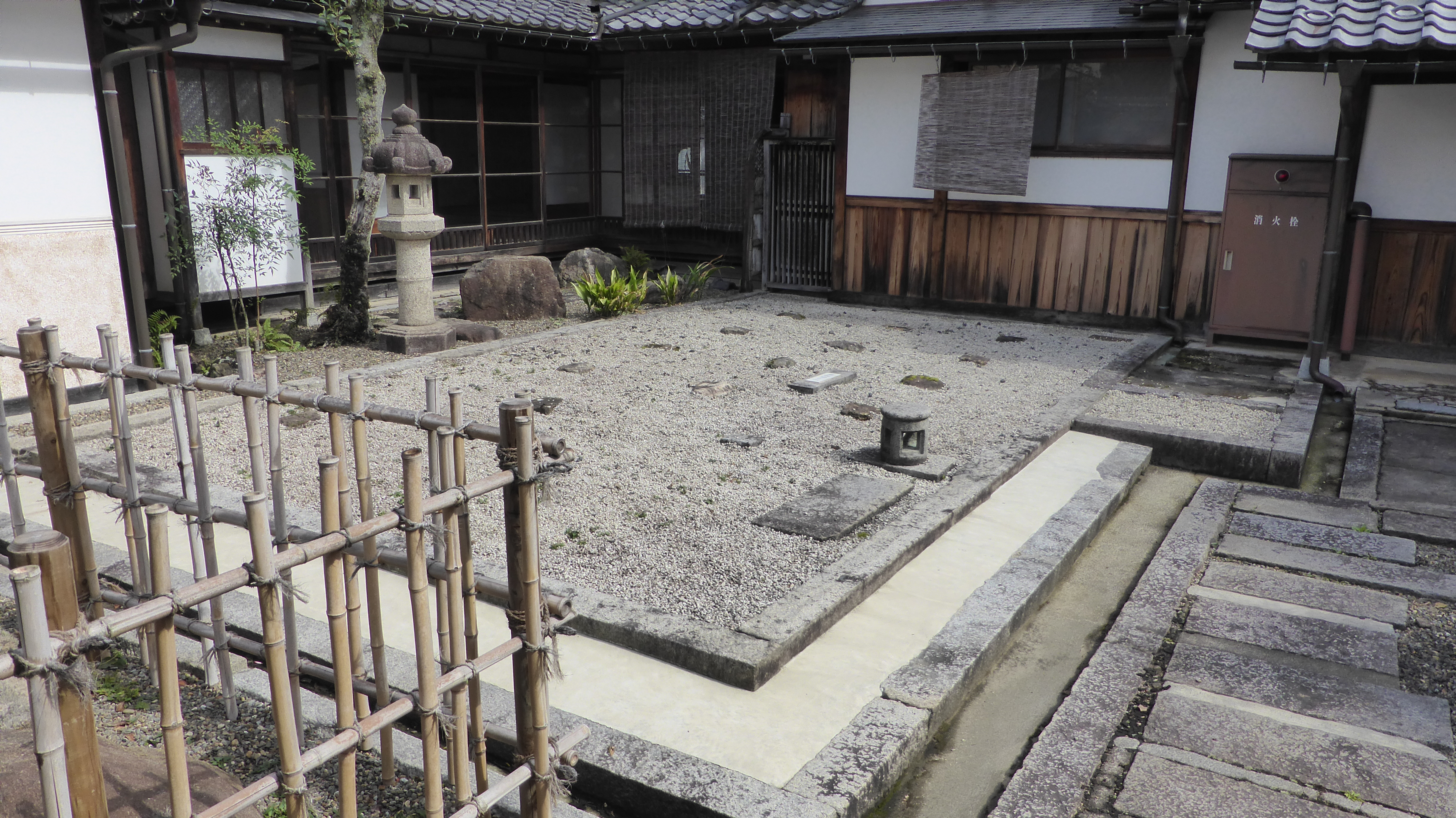
女中部屋跡
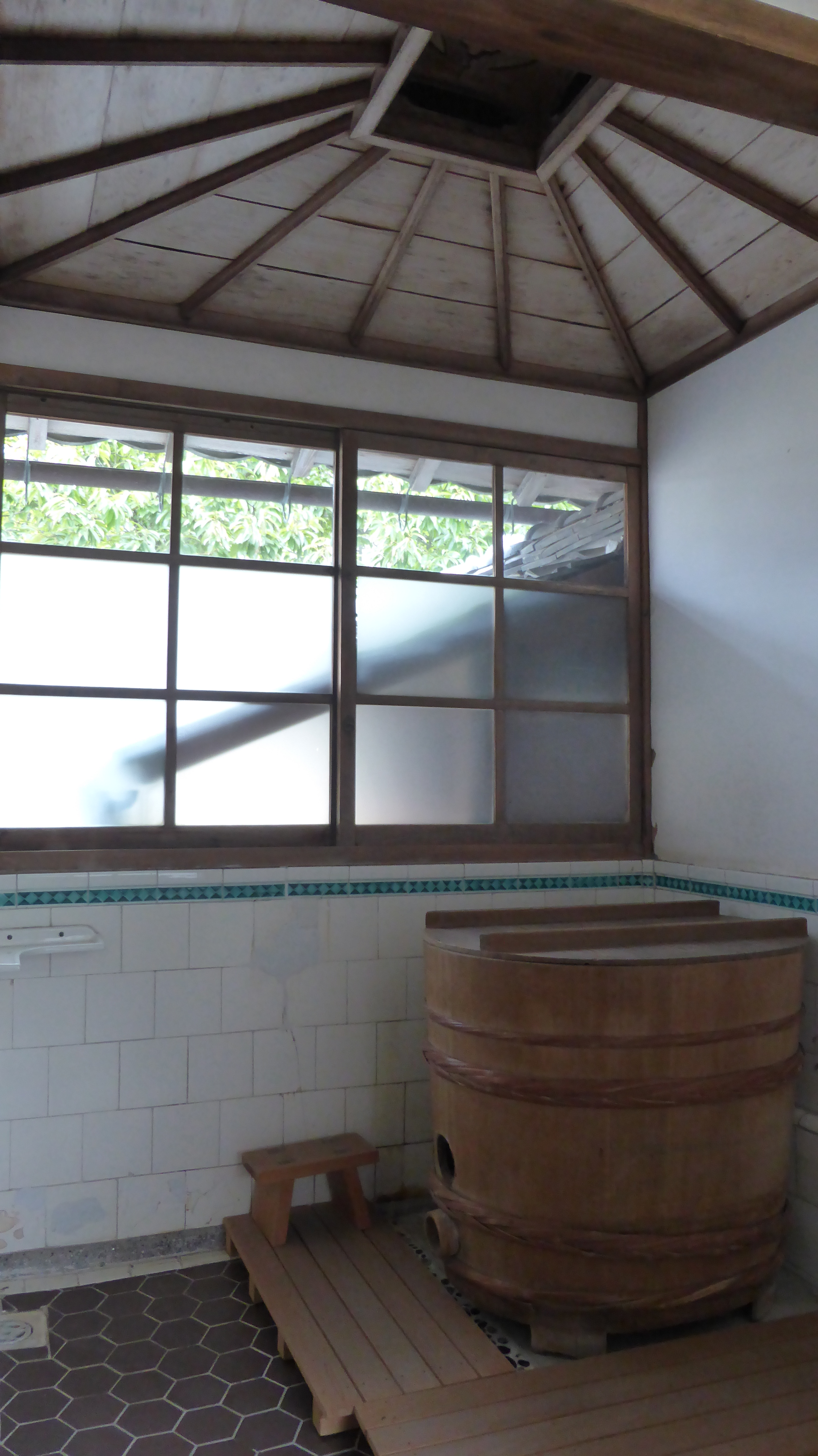
風呂
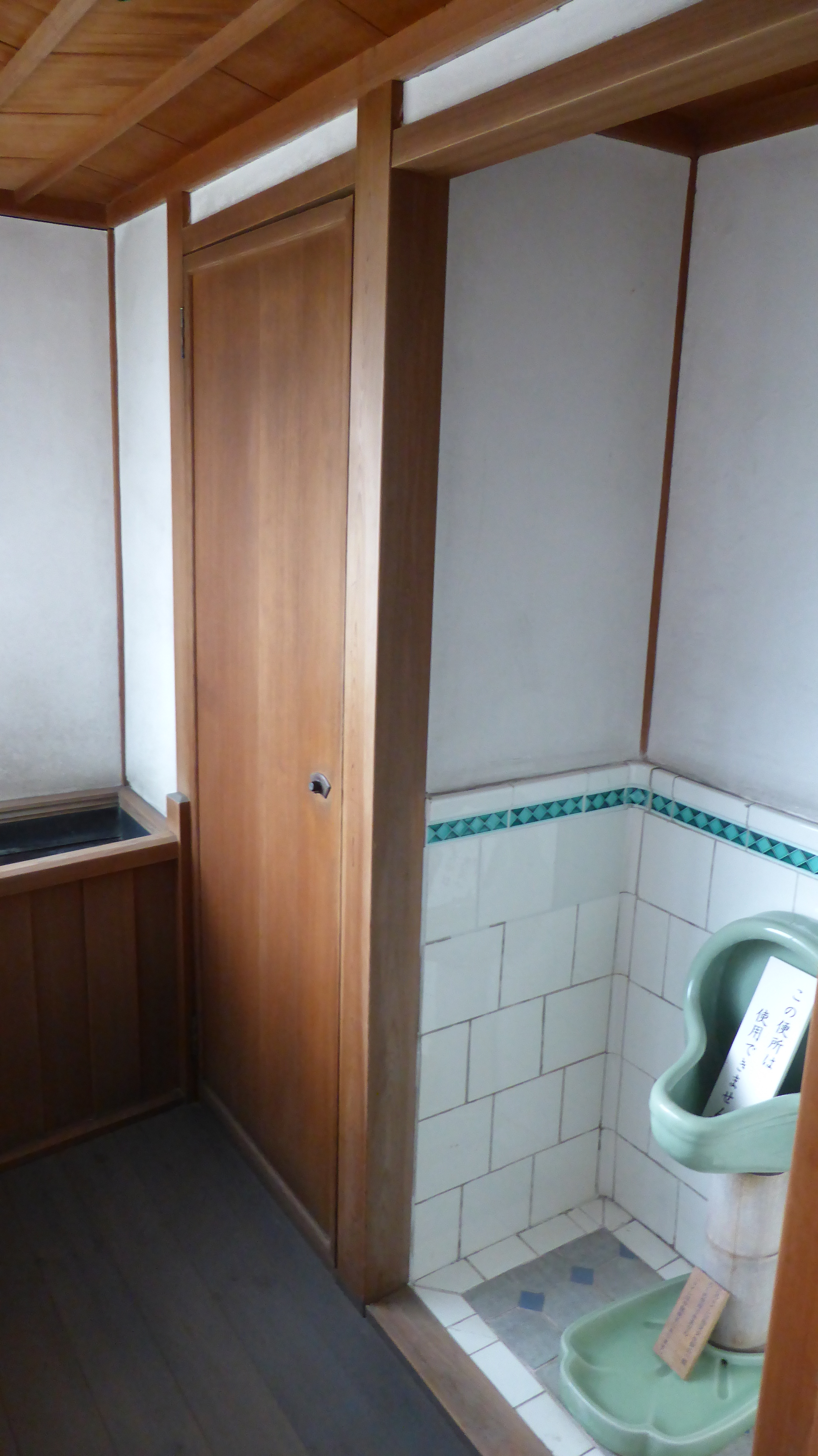
トイレ
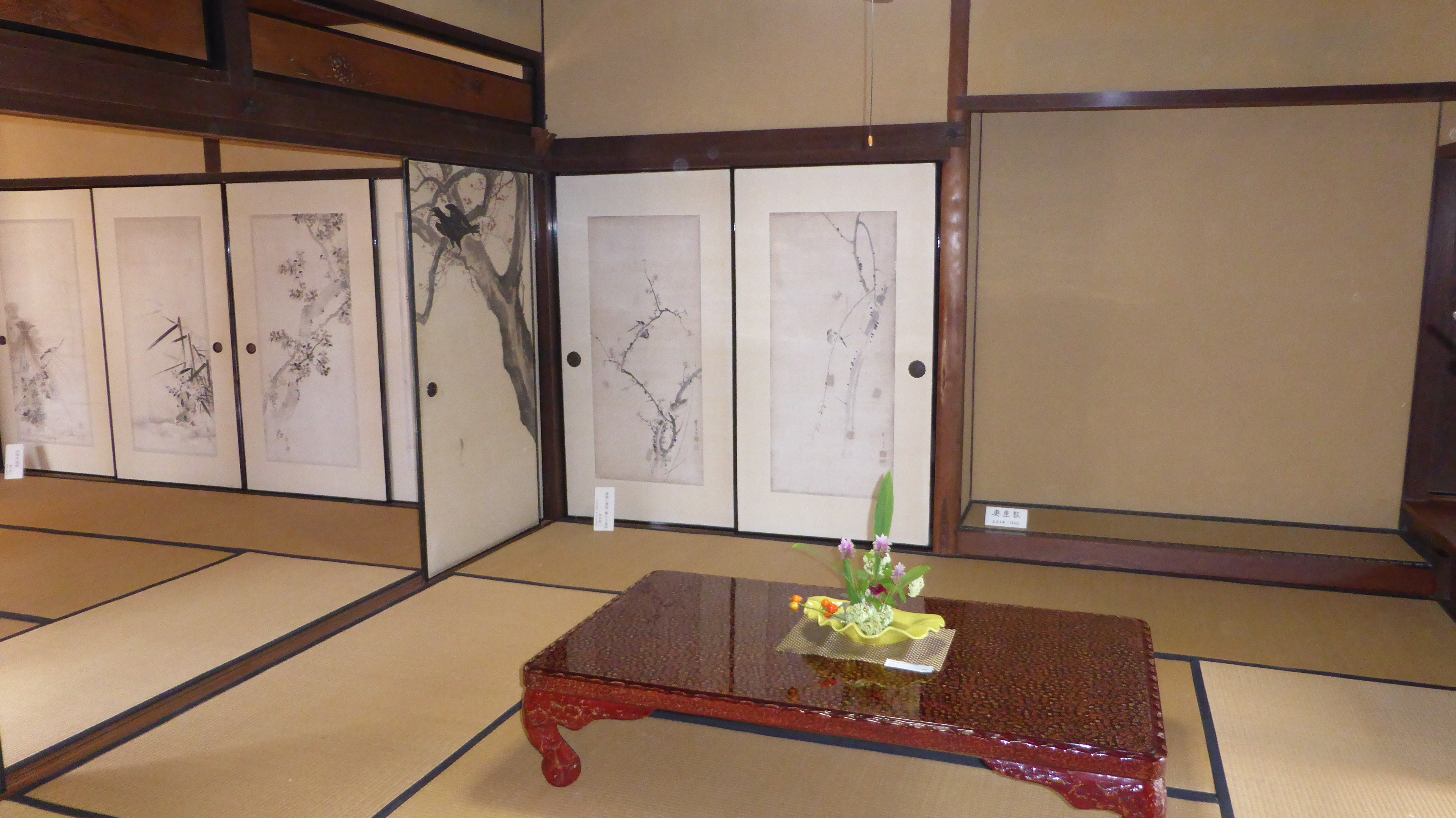
奥座敷

#### 2階
- 前室
- 主室

### 洋館（2階）

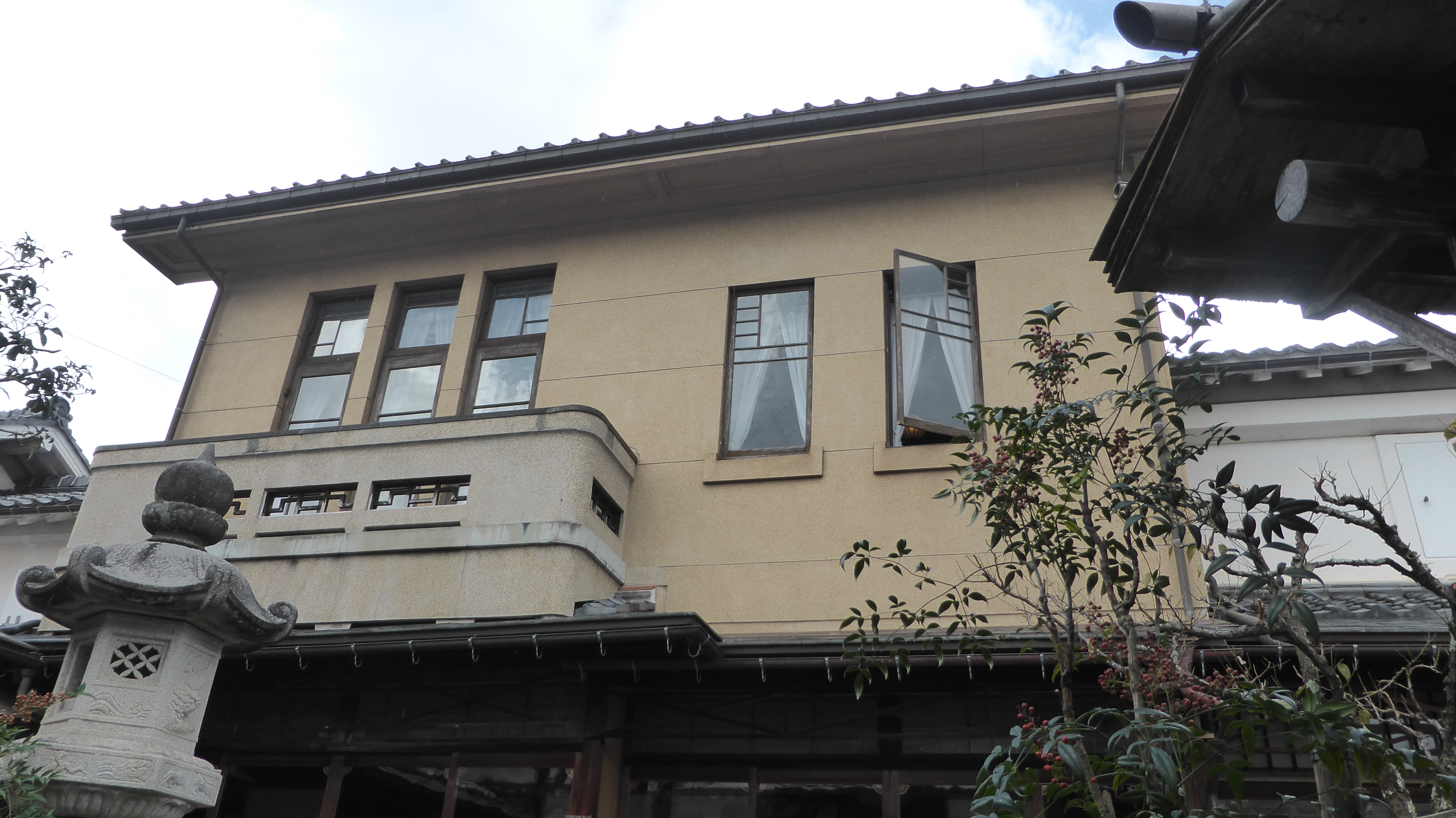
1階が日本家屋、2階が洋館といった和洋折衷な設計

洋館は、1927年（昭和2年）に発生した丹後大震災の復興の最中、加悦町長で洋館建築に興味のあった第11代目庄蔵によって、当時、大林組設計部長であった今林彦太郎の助言・指示を仰ぎ、造られた。内装等は大阪髙島屋が担当した。当時の設計図等が残されており、椅子や机といった家財は11代目庄蔵による特注品とされる。

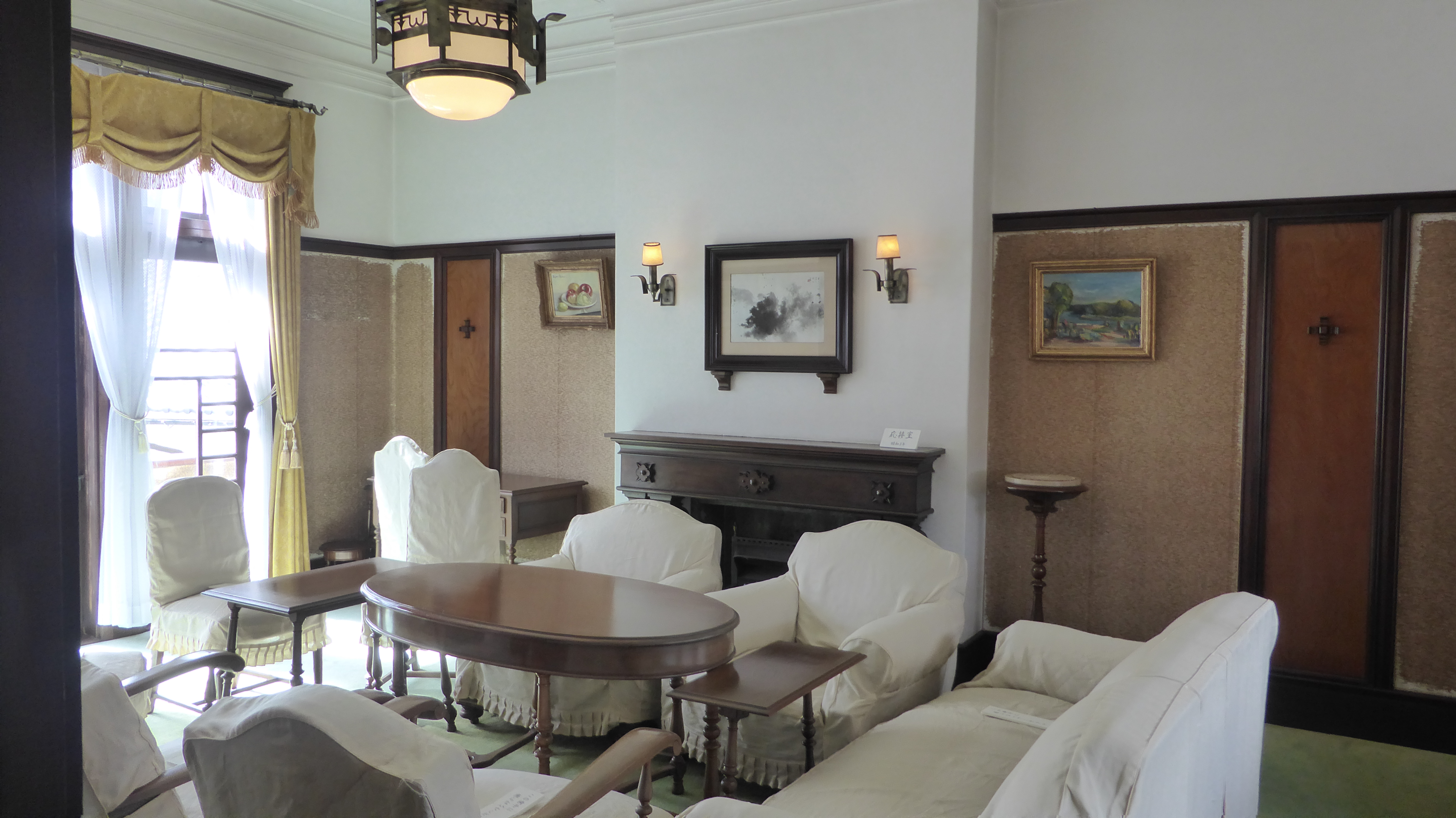
応接室
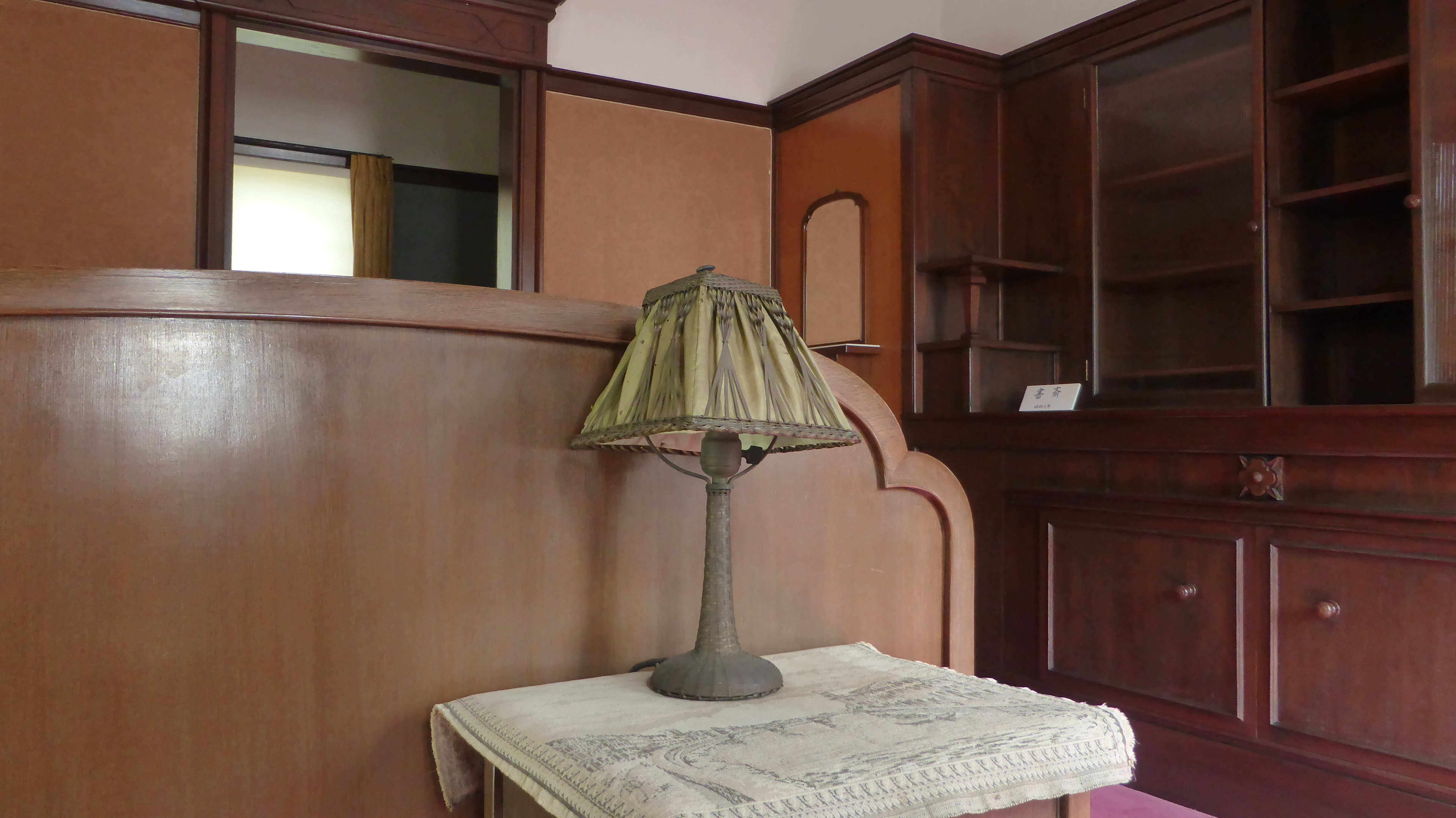
書斎
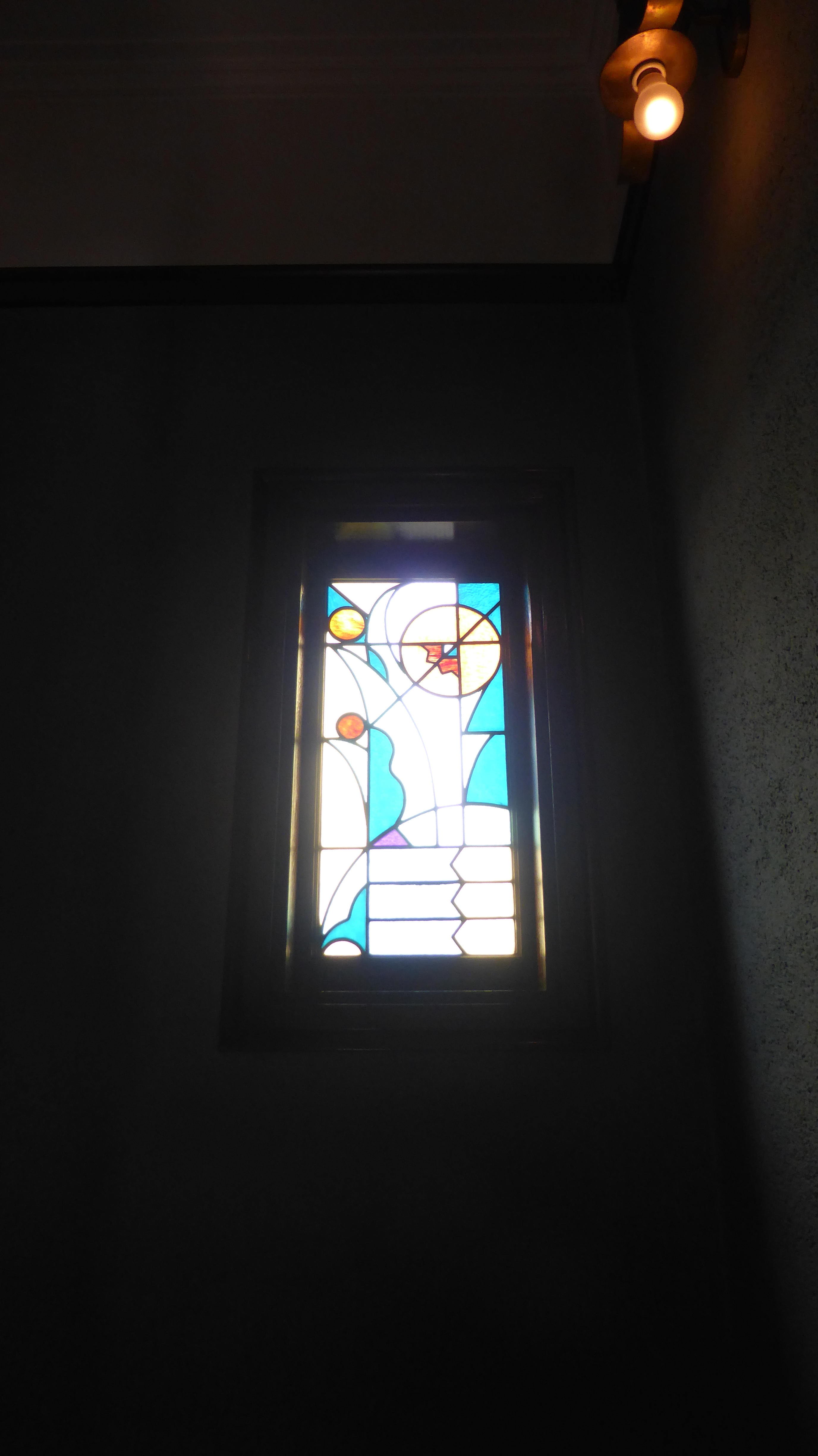
洋館ステンドグラス

- 応接室
- 書斎
- 洋館ステンドグラス

### 蔵
- 内蔵 - 現在は映写室として使用。ちりめん街道の歴史を紹介するビデオを観ることが出来る[8]。
- 新蔵
- 雑蔵

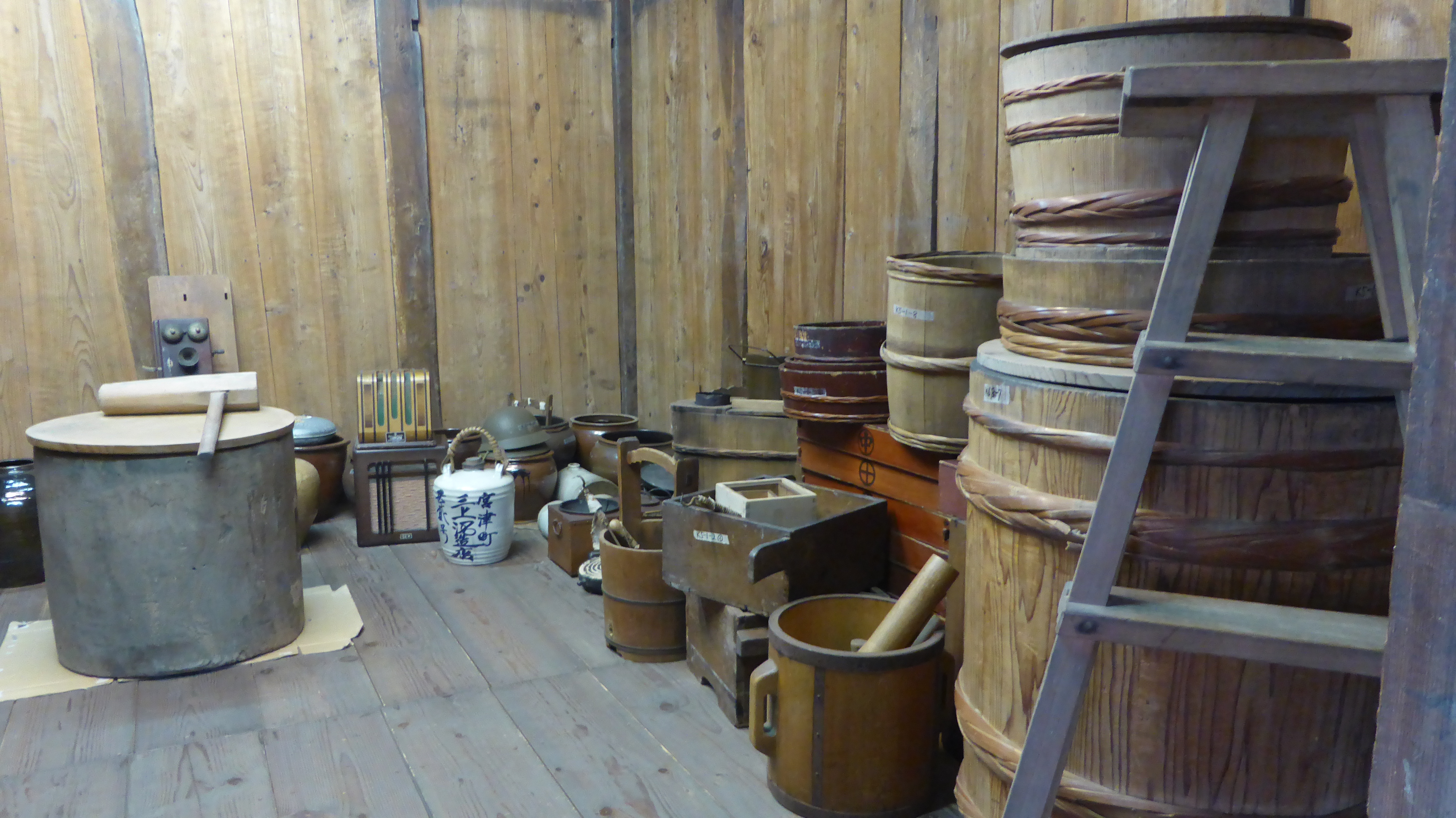
蔵と生活用品

## 尾藤家の歴史

### 中世 - 近世
尾藤家は、中世には武士であったといわれ、近世前には温江で武士として暮らしており、初代善右衛門（1600年（慶長5年）没）は温江に居住していた武士であった。初代より5代目までは当主は善右衛門もしくは善六を名乗り、率先して天満神社を始め、加悦のちりめん街道界隈の寺社へ鳥居などを寄進していた。その間に温江から加悦に移住していたものと考えられている。その後6代目からは一貫して庄蔵と名乗るようになった。

### 江戸時代
1767年（明和4年）に生まれた第7代目庄蔵は、但馬国気多郡上ノ郷村（現・兵庫県豊岡市日高町上ノ郷）の赤木氏に生まれ、尾藤庄蔵に迎え入れられた。加悦町名寄帳によると、1786年（天明6年）田畑七町一反、本座敷一反六畝のほか、5か所の屋敷を所有しており、30石の酒を生産していた。1795年（安永7年）、70石を有する庄蔵を庄屋に任命する願が出た。なお、7代庄蔵は1806年（文化3年）に丹後国竹野郡浜詰村（現・京都府京丹後市網野町浜詰）に大庄屋として、測量のために丹後に来ていた伊能忠敬と面会している。
1865年（慶応元年）喜久蔵を名乗っていた9代目庄蔵（1812-1872）は53歳、主屋が建ってから半年後の12月に襲名。尾藤家を再興した人物といわれ、養子の三津蔵とともに尾藤家の再興に尽力した。その再興の力となったのが縮緬業であった。9代庄蔵は一時期、岩滝村（現・京都府与謝郡与謝野町岩滝）の山家屋佐喜蔵方に奉公していたが、その後1856年（安政3年）には加悦に戻り、この頃つけ始めた「大福帳」によると、同家主屋が1862年（文久2年）8月、但馬国久斗村（現・兵庫県豊岡市日高町）の綿屋長右衛門から75両で買い取ったことが分かっている。

### 明治時代

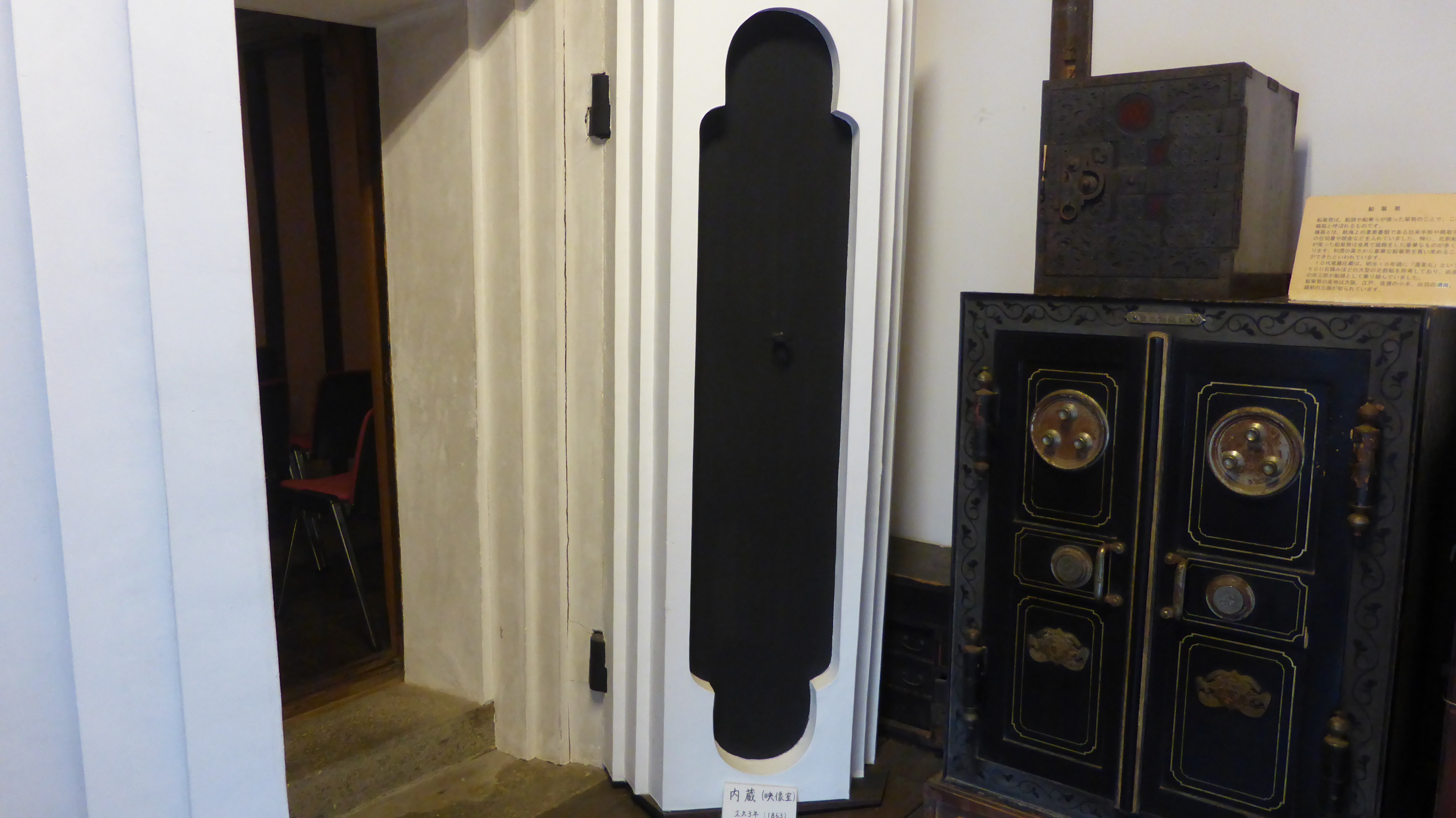
住宅内に展示されている船箪笥（右）

1872年（明治5年）に引き継いだ10代目庄蔵（1851-1903）は、明治初期に北前船『蓬莱丸』を所有し、日本海廻船に進出した。尾藤家には船主が所有する豪華な船箪笥が残されており、蓬莱丸に関連したものではないかとされている。縮緬業で、明治11年に段野重助との間で、生糸の買い付け、縮緬の委託契約を結び、のちに京都四条室町上ル菊水鉾町に店を構え、明治27年内国勧業博覧会に出品。京都の店は加悦から出てきた尾藤家の宿泊所となり、息子でのちの11代庄蔵（正治）もここから府立第一中学に通学していた。1885年（明治18年）に加悦町会議員、1886年（明治19年）には縮緬組合の役員についている。同年、生糸縮緬問屋として京都支店を開店するとともに柏原銀行加悦支店を開設した。次いで、10代目庄蔵は丹後銀行の創設に奔走し、1896年（明治29年）には同銀行初代頭取となり、実業家として近代諸制度を加悦の地へと導いた。享年52歳。その後、1885年（明治18年）に生まれた正治が11代目庄蔵を襲名した。

### 昭和時代 - 平成時代
1946年（昭和21年）、卓造が12代目庄蔵を襲名した。宮津を生活の本拠にしていたものの、1974年（昭和49年）に亡くなるまで、母のつる（11代目の妻、1976年没）とともに尾藤家住宅を守り続け、また、戦後には長く農地委員会の委員長として農地改革の調整役を務めた。ただし、卓造・つる母子の死後、尾藤家住宅は無住の状態が続いている。

## 11代目尾藤庄蔵の功績

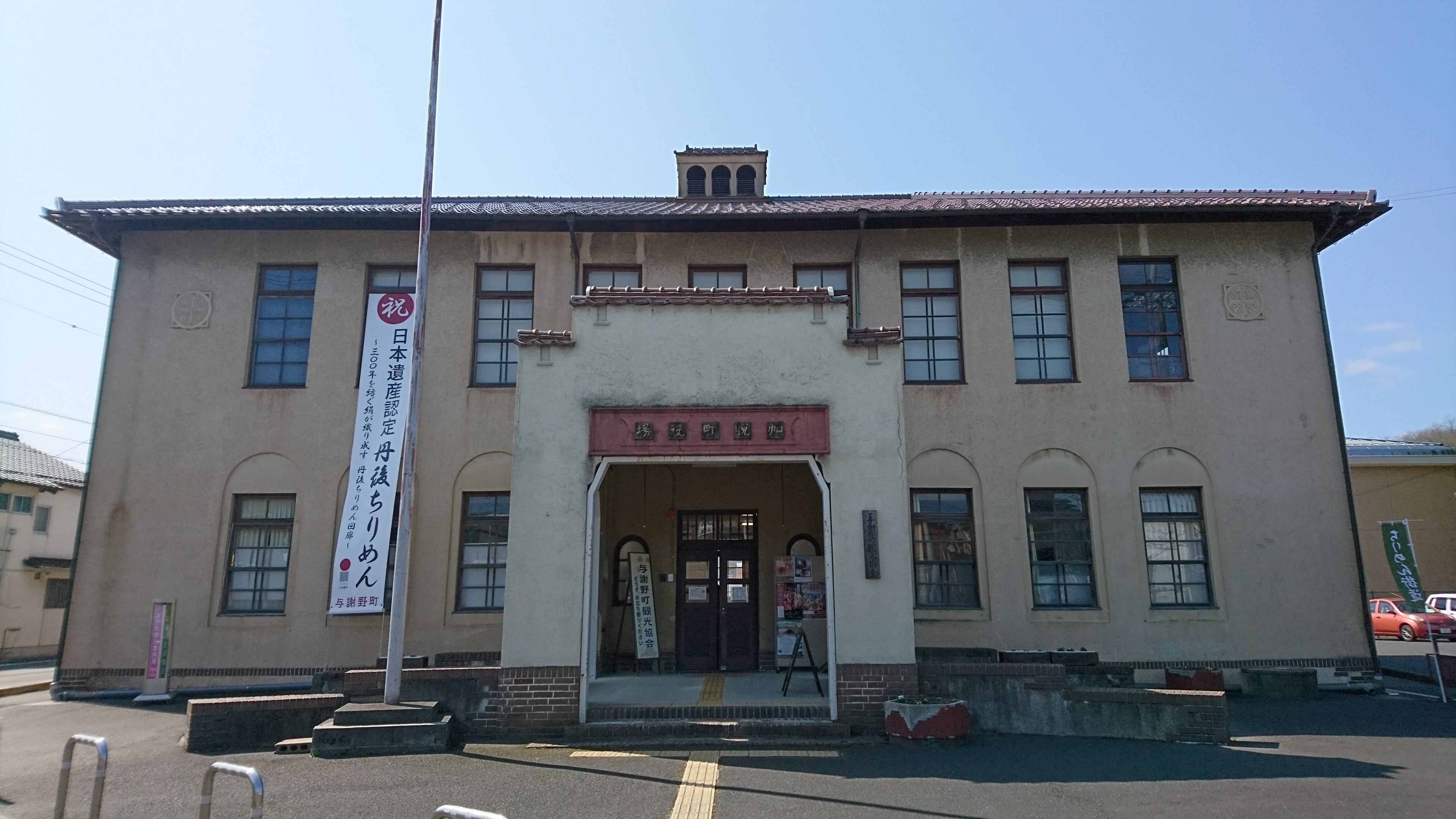
11代庄蔵が建築に携わった旧加悦町役場庁舎

第11代 尾藤 庄蔵（びとう しょうぞう）は、京都府立第一中学校（現・京都府立洛北高等学校・附属中学校）を経て、明治大学へ進学した。横浜の外国人居留地の商館群を目にし、洋館建築に興味を持った。10代の跡を継ぐと「合名会社尾藤商店」を設立し、当初経営は順調であったが、1920年（大正9年）の第一次世界大戦後の不況で多大な損害を被り、1922年（大正11年）に江戸時代より続いた生糸縮緬問屋から撤退した。その後は袋屋醤油店、保険会社代理店を営んだ。一方で、1913年（大正2年）には加悦町議会議員、1919年（大正8年）に与謝郡会議員、1922年（大正11年）には宮津銀行取締役、加悦鉄道株式会社取締役を経て、1928年（昭和3年）に14代加悦町長に就任した。町政では、町長就任前年の1927年（昭和2年）に発生した丹後大震災の復興に尽力し、旧加悦町役場庁舎の建設、加悦駅前道路・府道網野福知山線の新設など、同町の近代化に大きな足跡を残し、その後、1936年（昭和11年）に2期目の町長就任とともに、加悦鉄道株式会社社長にも就任している。
尾藤家住宅には11代目庄蔵が掲げていた尾藤家心得が残されている。

## ちりめん街道と旧尾藤家住宅

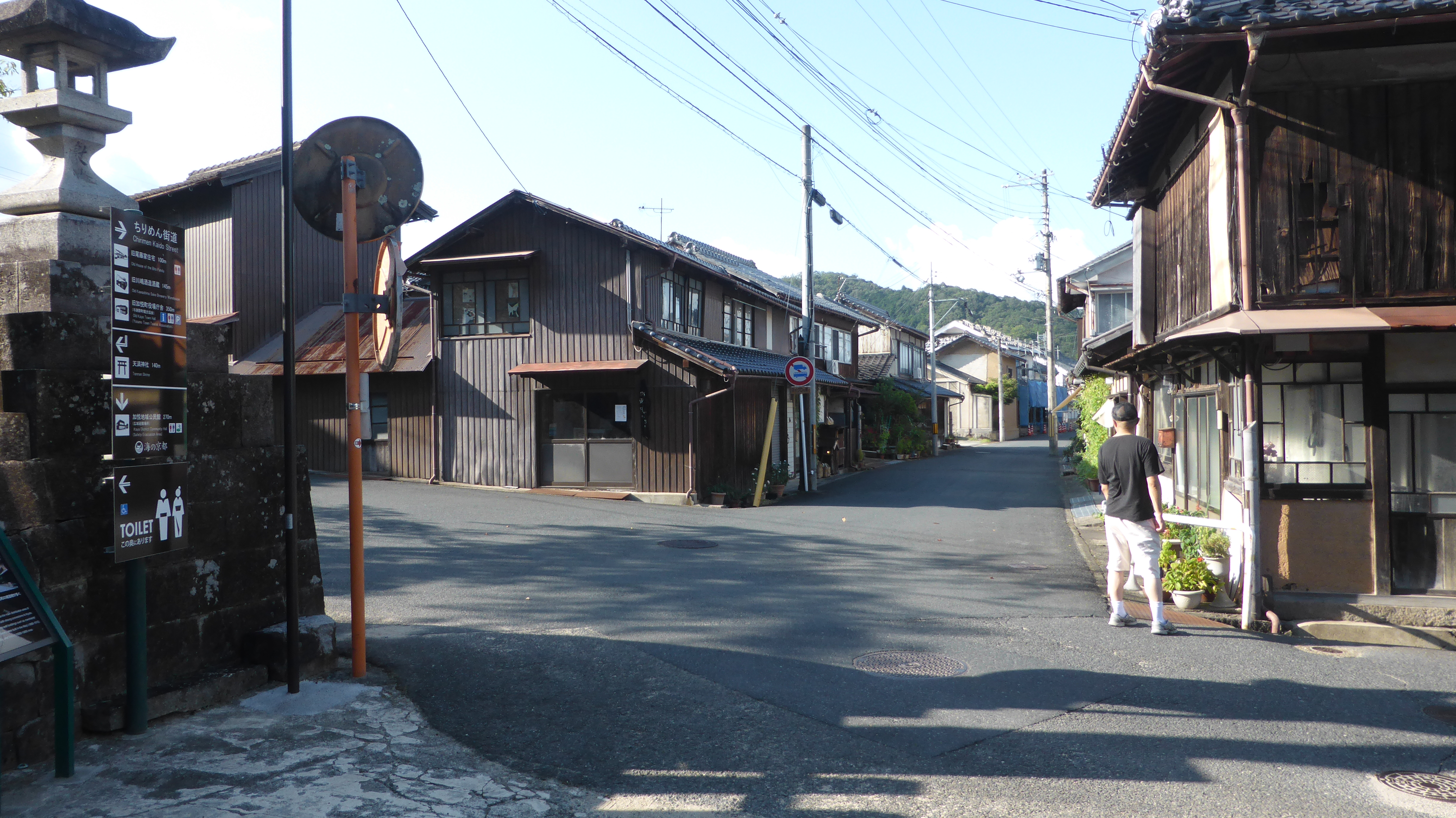
ちりめん街道の町並み

旧尾藤家住宅は、ちりめん街道の中ほどでに敷地を構え、その表構えはちりめん街道の町並みの象徴である。その規模は大きく、近世から近代にかけてのちりめん街道の歴史の変遷を知るうえで非常に重要な遺構である。

## 管理運営

### 業務委託者
ちりめん街道を守り育てる会
旧尾藤家住宅の管理については、その近隣に居住し、住宅自体へ寄せる関心が高い人々で構成される、「ちりめん街道を守り育てる会」に業務委託されている。過去には、尾藤家より住宅が加悦町に寄付されたことを受け、2003年（平成15年）1月から6月まで、建物内部に長きにわたって保管されていた、生活や文化を知る上での資料を、尾藤家住宅の保存修理工事完了の後、2004年（平成16年）9月から10月15日まで整理された資料を再び倉などに収蔵しなおす作業や、展示作業を業務委託されていた。

### 開館状況
開館時間は、午前9時から午後5時。原則として夜間の公開は行っていない。休館日は毎週水曜日（水曜日が祝日の場合は翌日）。年末年始（12月29日-翌年1月3日）は休館となる。

## アクセス
- 丹海バス路線バス「ちりめん街道」下車徒歩5分[21]
- 山陰近畿自動車道与謝天橋立インターチェンジ15分[21]